# Cincinnati Bengals 2021
La stagione 2021 dei Cincinnati Bengals è stata la 54ª della franchigia, la 52ª nella National Football League e la terza con Zac Taylor come capo-allenatore. La squadra terminò con un bilancio di 10–7, vincendo più partite delle due stagioni precedenti messe insieme. I Bengals ebbero la prima stagione con un record di vittorie positivo, la prima apparizione ai playoff e il primo titolo della AFC North dal 2015.
La corsa nei playoff dei Bengals iniziò battendo i Las Vegas Raiders nel turno delle wild card, la loro prima vittoria nella post-season dal 1990, interrompendo il digiuno più lungo della NFL. Successivamente, batterono due squadre nettamente favorite: i Tennessee Titans numeri uno del tabellone nel divisional round (la prima vittoria di sempre di Cincinnati in trasferta nei playoff) e i Kansas City Chiefs nella finale della AFC ai tempi supplementari. I Bengals si qualificarono così per il terzo Super Bowl della loro storia, il Super Bowl LVI, il primo in 33 anni. Il quarterback Joe Burrow divenne il primo quarterback al secondo anno da Russell Wilson nel 2014 a raggiungere il Super Bowl e il primo quarterback scelto come primo assoluto a qualificarvisi nelle prime due stagioni. I Bengals furono poi sconfitti dai Los Angeles Rams con il punteggio di 23-20.

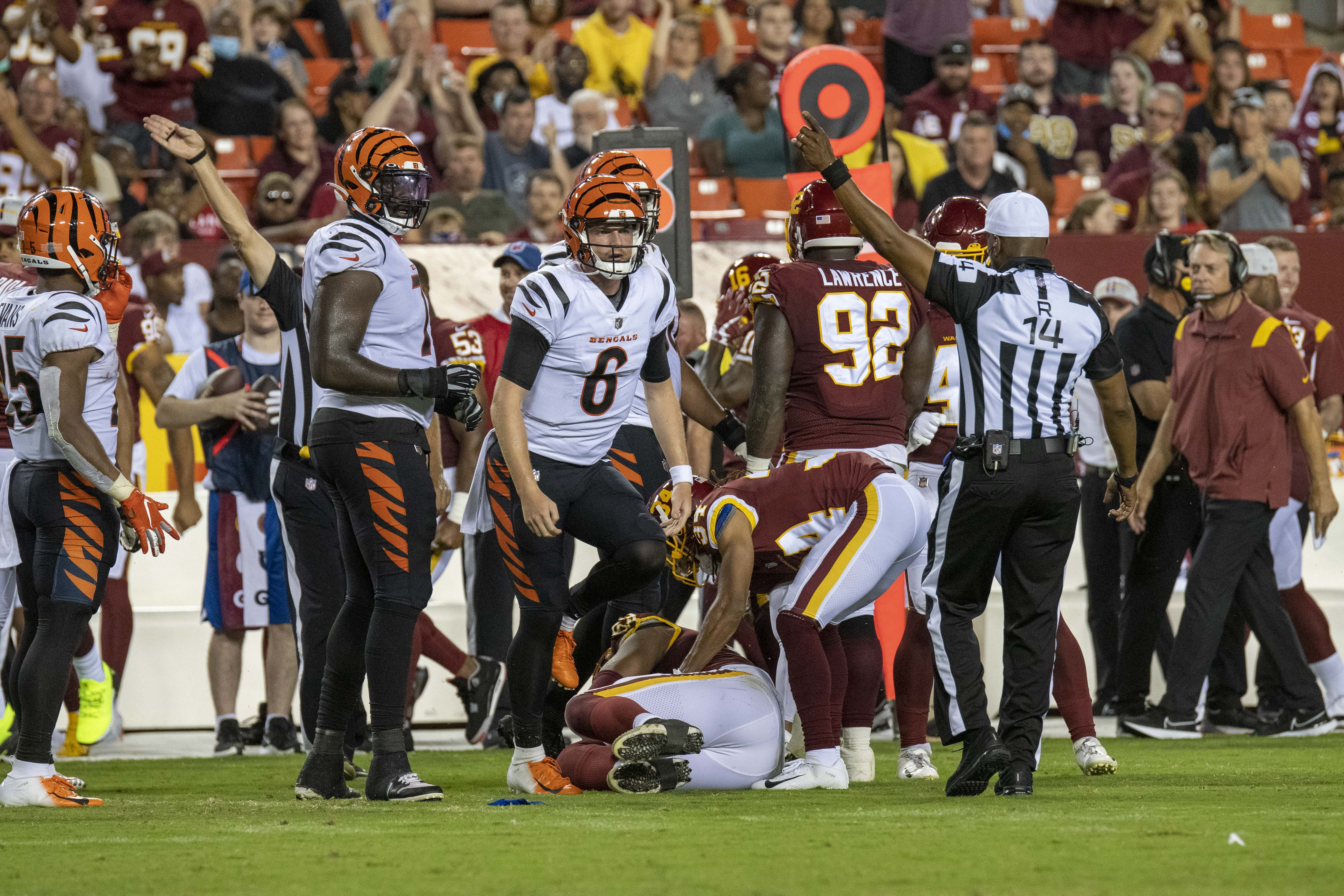
La seconda gara di pre-stagione contro Washington

## Scelte nel Draft 2021
| Scelte dei Bengals nel Draft 2021 |        |                |                  |               |
| Giro                              | Scelta | Giocatore      | Ruolo            | College       |
| 1                                 | 5      | Ja'Marr Chase  | Wide receiver    | LSU           |
| 2                                 | 46     | Jackson Carman | Tackle           | Clemson       |
| 3                                 | 69     | Joseph Ossai   | Defensive end    | Texas         |
| 4                                 | 111    | Cameron Sample | Defensive end    | Tulane        |
| 4                                 | 122    | Tyler Shelvin  | Defensive tackle | LSU           |
| 4                                 | 139    | D'Ante Smith   | Tackle           | East Carolina |
| 5                                 | 149    | Evan McPherson | Kicker           | Florida       |
| 6                                 | 190    | Trey Hill      | Centro           | Georgia       |
| 6                                 | 202    | Chris Evans    | Running back     | Michigan      |
| 7                                 | 235    | Wyatt Hubert   | Defensive end    | Kansas State  |

## Roster
| Roster dei Cincinnati Bengals nel 2021 |
| --- |
| Quarterback - 8 Brandon Allen - 9 Joe Burrow Running Back - 25 Chris Evans - 28 Joe Mixon - 34 Samaje Perine - 32 Trayveon Williams Wide Receiver - 83 Tyler Boyd - 1 Ja'Marr Chase - 85 Tee Higgins - 16 Trenton Irwin - 17 Stanley Morgan Jr. - 80 Mike Thomas Tight End - 89 Drew Sample - 87 C.J. Uzomah - 84 Mitchell Wilcox Offensive Linemen - 77 Hakeem Adeniji G - 79 Jackson Carman G - 63 Trey Hill C - 66 Trey Hopkins C - 74 Fred Johnson G - 75 Isaiah Prince T - 70 D'Ante Smith T - 67 Quinton Spain G - 73 Jonah Williams T Defensive Linemen - 91 Trey Hendrickson DE - 92 B.J. Hill DT - 94 Sam Hubbard DE - 90 Khalid Kareem DE - 69 Zach Kerr DT - 98 D.J. Reader DT - 96 Cameron Sample DE - 99 Tyler Shelvin DT - 68 Josh Tupou DT Linebacker - 51 Markus Bailey MLB - 44 Clay Johnston MLB - 47 Keandre Jones OLB - 57 Germaine Pratt OLB - 93 Wyatt Ray OLB - 55 Logan Wilson MLB Defensive Back - 37 Ricardo Allen FS - 20 Eli Apple CB - 22 Chidobe Awuzie CB - 30 Jessie Bates FS - 24 Vonn Bell SS - 35 Jalen Davis CB - 33 Tre Flowers CB - 29 Vernon Hargreaves CB - 21 Mike Hilton CB - 31 Michael Thomas SS - 26 Trae Waynes CB Special Team - 46 Clark Harris LS - 10 Kevin Huber P - 2 Evan McPherson K Lista delle riserve - 49 Joe Bachie OLB (IR) - 59 Akeem Davis-Gaither OLB (IR) - 50 Jordan Evans OLB (IR) - 56 Wyatt Hubert DE (NF-Inj.) - 65 Larry Ogunjobi DT (IR) - 58 Joseph Ossai DE (IR) - 23 Darius Phillips CB (IR) - 71 Riley Reiff T (IR) - 19 Auden Tate WR (IR) - 40 Brandon Wilson FS (IR) Squadra di allenamento - 39 John Brannon CB - 6 Jake Browning QB - 48 Austin Calitro OLB - 76 Mike Daniels DT - 3 Elliott Fry K (Practice squad/Injured) - 61 Lamont Gaillard C - 41 Trayvon Henderson SS - 36 Elijah Holyfield RB - 81 Thaddeus Moss TE (Practice squad/Injured) - 43 Chris Myarick TE - 86 Mason Schreck TE (Practice squad/Injured) - 52 Noah Spence DE - 62 Damion Square DT - 72 Xavier Su'a-Filo G - 64 Keaton Sutherland G - 11 Trent Taylor WR - 82 Scotty Washington TE - 12 Pooka Williams Jr. WR - 95 Renell Wren DT 53 attivi, 11 inattivi, 16 nella squadra di allenamento |
| Legenda - I rookie sono in corsivo. - Il primo ruolo è il principale mentre gli eventuali successivi indicano i ruoli secondari. - (IR) sta per Injured Reserve ed indica la lista ristretta per un solo giocatore infortunato che può tornare ad allenarsi dopo la settimana 6 e a rientrare in prima squadra dopo che questa ha giocato 8 partite. - (NF-Inj.) / (NF-Ill.) stanno rispettivamente per Non-Football Injured e Non-Football Illness ed indicano le liste dove viene inserito un giocatore che ha un infortunio o una malattia non dipendente dal football americano. - (PUP) sta per Physically Unable to Perform ed indica la lista dove viene inserito un giocatore mentre è in attesa di recuperare la condizione fisica. Nella stagione regolare dopo la sesta partita giocata dalla propria squadra, il giocatore ha tempo tre settimane per riprendere ad allenarsi, più tre settimane aggiuntive dal suo rientro agli allenamenti per rientrare in prima squadra. |

## Calendario
| Stagione regolare |                    |                        |                    |                    |                            |                    |
| Turno             | Data               | Avversario             | Risultato          | Record             | Stadio                     | Sintesi            |
| 1                 | 12 settembre       | Minnesota Vikings      | V 27–24 (dts)      | 1–0                | Paul Brown Stadium         | Recap              |
| 2                 | 19 settembre       | at Chicago Bears       | S 17–20            | 1–1                | Soldier Field              | Recap              |
| 3                 | 26 settembre       | at Pittsburgh Steelers | V 24–10            | 2–1                | Heinz Field                | Recap              |
| 4                 | 30 settembre       | Jacksonville Jaguars   | V 24–21            | 3–1                | Paul Brown Stadium         | Recap              |
| 5                 | 10 ottobre         | Green Bay Packers      | S 22–25 (dts)      | 3–2                | Paul Brown Stadium         | Recap              |
| 6                 | 17 ottobre         | at Detroit Lions       | V 34–11            | 4–2                | Ford Field                 | Recap              |
| 7                 | 24 ottobre         | at Baltimore Ravens    | V 41–17            | 5–2                | M&T Bank Stadium           | Recap              |
| 8                 | 31 ottobre         | at New York Jets       | S 31–34            | 5–3                | MetLife Stadium            | Recap              |
| 9                 | 7 novembre         | Cleveland Browns       | S 16–41            | 5–4                | Paul Brown Stadium         | Recap              |
| 10                | Settimana di pausa | Settimana di pausa     | Settimana di pausa | Settimana di pausa | Settimana di pausa         | Settimana di pausa |
| 11                | 21 novembre        | at Las Vegas Raiders   | V 32–13            | 6–4                | Allegiant Stadium          | Recap              |
| 12                | 28 novembre        | Pittsburgh Steelers    | V 41–10            | 7–4                | Paul Brown Stadium         | Recap              |
| 13                | 5 dicembre         | Los Angeles Chargers   | S 22–41            | 7–5                | Paul Brown Stadium         | Recap              |
| 14                | 12 dicembre        | San Francisco 49ers    | S 23–26 (dts)      | 7–6                | Paul Brown Stadium         | Recap              |
| 15                | 19 dicembre        | at Denver Broncos      | V 15–10            | 8–6                | Empower Field at Mile High | Recap              |
| 16                | 26 dicembre        | Baltimore Ravens       | V 41–21            | 9–6                | Paul Brown Stadium         | Recap              |
| 17                | 2 gennaio          | Kansas City Chiefs     | V 34–31            | 10–6               | Paul Brown Stadium         | Recap              |
| 18                | 9 gennaio          | at Cleveland Browns    | S 16–21            | 10–7               | FirstEnergy Stadium        | Recap              |

Note: gli avversari della propria division sono in grassetto.

### Playoff
| Playoff          |             |                           |               |        |                    |         |
| Turno            | Data        | Avversario (seed)         | Risultato     | Record | Stadio             | Sintesi |
| Wild Card        | 15 gennaio  | Las Vegas Raiders (5)     | V 26–19       | 1–0    | Paul Brown Stadium | Recap   |
| Divisional       | 22 gennaio  | at Tennessee Titans (1)   | V 19–16       | 2–0    | Nissan Stadium     | Recap   |
| AFC Championship | 30 gennaio  | at Kansas City Chiefs (2) | V 27–24 (dts) | 3–0    | Arrowhead Stadium  | Recap   |
| Super Bowl LVI   | 13 febbraio | Los Angeles Rams (N4)     | S 20–23       | 3–1    | SoFi Stadium       | Recap   |

## Premi
- Joe Burrow

Comeback Player of the Year
- Ja'Marr Chase:

rookie offensivo dell'anno

### Premi settimanali e mensili
- Evan McPherson

giocatore degli special team della AFC della settimana 1
giocatore degli special team della AFC della settimana 11
giocatore degli special team della AFC del mese di dicembre
- Joe Mixon:

running back della settimana 1
running back della settimana 11
giocatore offensivo della AFC della settimana 12
running back della settimana 12
- Ja'Marr Chase:

rookie della settimana 1
rookie offensivo del mese di settembre
rookie della settimana 5
rookie della settimana 6
giocatore offensivo della AFC della settimana 7
rookie della settimana 7
giocatore offensivo della AFC della settimana 17
- Joe Burrow:

giocatore offensivo della AFC della settimana 4
quarterback della settimana 4
quarterback della settimana 7
giocatore offensivo della AFC della settimana 16
quarterback della settimana 16
quarterback della settimana 17